# Wikipédia en mongol
Wikipédia en mongol (en mongol : Монгол Википедиа) est l'édition de Wikipédia en mongol, langue mongolique parlée en Mongolie dont il est la langue officielle. L'édition est lancée en avril 2004. Son code est : mn.
Au 21 mars 2025, l'édition en mongol contient 25 277 articles et compte 95 432 contributeurs, dont 114 contributeurs actifs et 4 administrateurs.

## Présentation
Le mongol est également parlé en Mongolie-Intérieure en Chine, mais l'alphabet utilisé est le mongol bitchig.

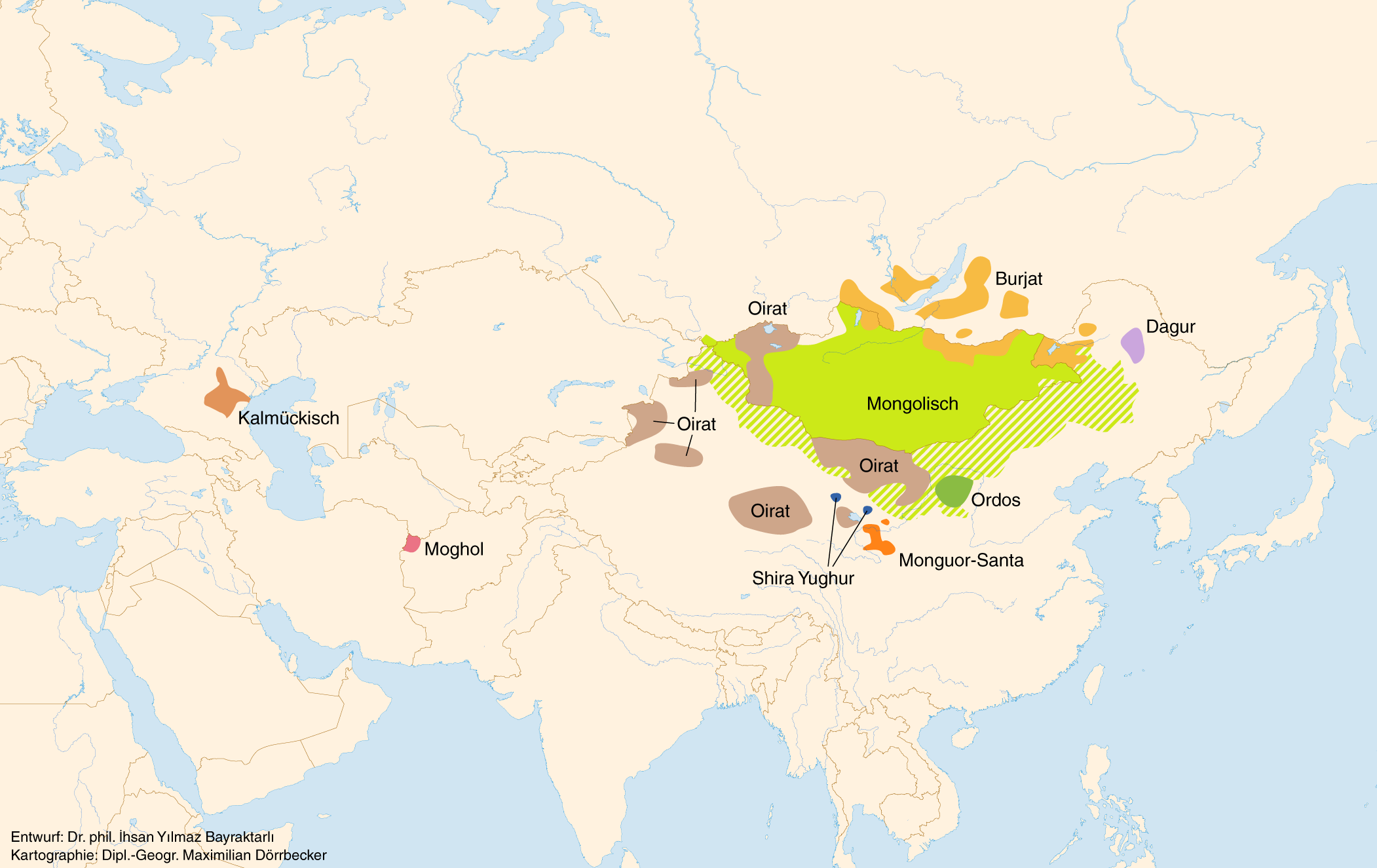
Aire de diffusion du mongol au sein des langues mongoliques.

## Statistiques
- En avril 2014, l'édition en mongol compte 12 344 articles et 28 332 utilisateurs enregistrés, dont 112 actifs.
- Le 18 octobre 2022, elle contient 21 595 articles et compte 79 303 contributeurs, dont 112 contributeurs actifs et 3 administrateurs.
- Le 14 septembre 2024, elle contient 24 234 articles et compte 92 544 contributeurs, dont 125 contributeurs actifs et 3 administrateurs.